# Sông Vạn Tuyền
Sông Vạn Tuyền hay Vạn Toàn (tiếng Trung: 万泉河; Hán-Việt: Vạn Tuyền (Toàn) hà) là con sông dài thứ 3 tại đảo Hải Nam, Cộng hòa Nhân dân Trung Hoa. Sông bắt nguồn từ núi Ngũ Chỉ, tổng chiều dài là 162 km. Lưu vực sông có diện tích 3693 km². Sông chảy từ tây sang đông. Thượng lưu là núi non, lòng sông hẹp, nước hảy xiết nhưng hạ lưu sông này rộng, nước chảy chậm, sông chảy quan thành phố Quỳnh Hải ra Biển Đông.
Sông này ban đầu có tên là Đa Thủy hà, tương truyền năm 1325, Thái tử Nhà Nguyên là Tugh Temür (tiếng Trung: 图帖睦尔, Đồ Thiếp Mục Nhĩ) hay Nguyên Văn Tông (元文宗) do trong cung có chính biến nên dạt về khu vực ven sông này. Ba năm sau, xu viện mật sự Yến Thiết Mộc dùng vũ lực giành lại quyền lợi cho thái tử và Tugh Temür đã quay lại lên ngôi. Nhân dân hai bên sông Đa Thủy đã đến tiễn đưa ông về cung và hô to "Thái tử vạn toàn, nhất lộ vạn toàn". 3 năm sau khi Tugh Temur lên ngôi liền hạ chiếu đổi tên con sông mà ông đã làm bầu bạn 3 năm từ "Đa Thủy hà" thành "Vạn Tuyền hà"